# Liste von offiziellen Sponsoren der Fußball-Weltmeisterschaft
Seit der Fußball-Weltmeisterschaft 1982 verkauft die FIFA exklusive Marketingrechte an Unternehmen, die sich dann „offizielle Sponsoren der Fußball-Weltmeisterschaft“ nennen und mit dem WM-Logo und der Marke FIFA werben dürfen. Die FIFA überwacht streng, dass diese Vertragspartner während der WM Exklusivität am und im jeweiligen Fußballstadion genießen.

## Weltmeisterschaften der Herren

### 1978
Aerolíneas Argentinas | Asahi Pentax | Bacardí | Café do Brasil | Campari | Citizen | Coca-Cola | Fernet Branca | Gestetner | Gillette | Heineken | Kolynos | Metaxa | Philips | Renault | Rowenta | Seiko

### 1982
Canon | Coca-Cola | Ellesse | Fujifilm | Gillette | Iveco | JVC | Metaxa | Paper Mate | R.J.Reynolds (Winston) | Seiko | Zanussi

### 1986
Bata | Budweiser (Anheuser-Busch) | Canon | Cinzano | Coca-Cola | Fujifilm | Gillette | JVC | Opel | Philips | R.J.Reynolds (Camel) | Seiko

### 1990
Alfa Romeo | Budweiser (Anheuser-Busch) | Canon | Coca-Cola | Fujifilm | Gillette | Masterfoods (Mars/M&Ms) | JVC | Opel | Philips | Vini d'Italia

### 1994
Canon | Coca-Cola | Energizer | Fujifilm | Gillette | JVC | Mastercard | McDonald’s | Opel | Philips

### 1998
Adidas | Budweiser (Anheuser-Busch) | Canon | Casio | Coca-Cola | Fujifilm | Gillette | JVC | La Poste | Mastercard | McDonald’s | Opel | Philips | Snickers

### 2002
Adidas | Avaya | Budweiser (Anheuser-Busch) | Coca-Cola | Fujifilm | Fuji Xerox | Gillette | Hyundai | JVC | Mastercard | McDonald’s | NTT DoCoMo | Philips | Toshiba | Yahoo

### 2006
Zur WM 2006 wurden die Sponsoren in „offizielle Partner“ und „nationale Förderer“ unterschieden. Jeder „offizielle Partner“ zahlte für die Werberechte (Bandenwerbung in den Stadien und weltweite Nutzung des WM-Logos) rund 40 Millionen Euro in Geld-, Sach- und Dienstleistungen (Das entspricht inflationsbedingt heute rund 58 Millionen Euro). „Nationale Förderer“ zahlten 13 Millionen Euro (entspricht inflationsbedingt heute ca. 18,7 Millionen Euro). Sie durften nur in Deutschland werben, und ihre Bandenwerbung war an weniger günstigen Positionen platziert.
„Offizielle Partner“: Adidas | Anheuser-Busch | Avaya | Coca-Cola | Continental | Deutsche Telekom | Emirates | Fujifilm | Gillette | Hyundai | Mastercard | McDonald’s | Philips | Toshiba | Yahoo.
„Nationale Förderer“: Deutsche Bahn | EnBW | Hamburg-Mannheimer | Obi | ODDSET | Postbank
Kuriosa: Da Hyundai in Europa keine Busse vertreibt, wurden Busse des Herstellers EvoBus genutzt und mit „Hyundai“-Schriftzügen beklebt. Der Wettanbieter Oddset trat wegen juristischer Auseinandersetzungen um das Wettmonopol in Deutschland seine Werbeflächen an die gemeinsame Aktion der SOS-Kinderdörfer und der FIFA „6 Dörfer für 2006“ ab.

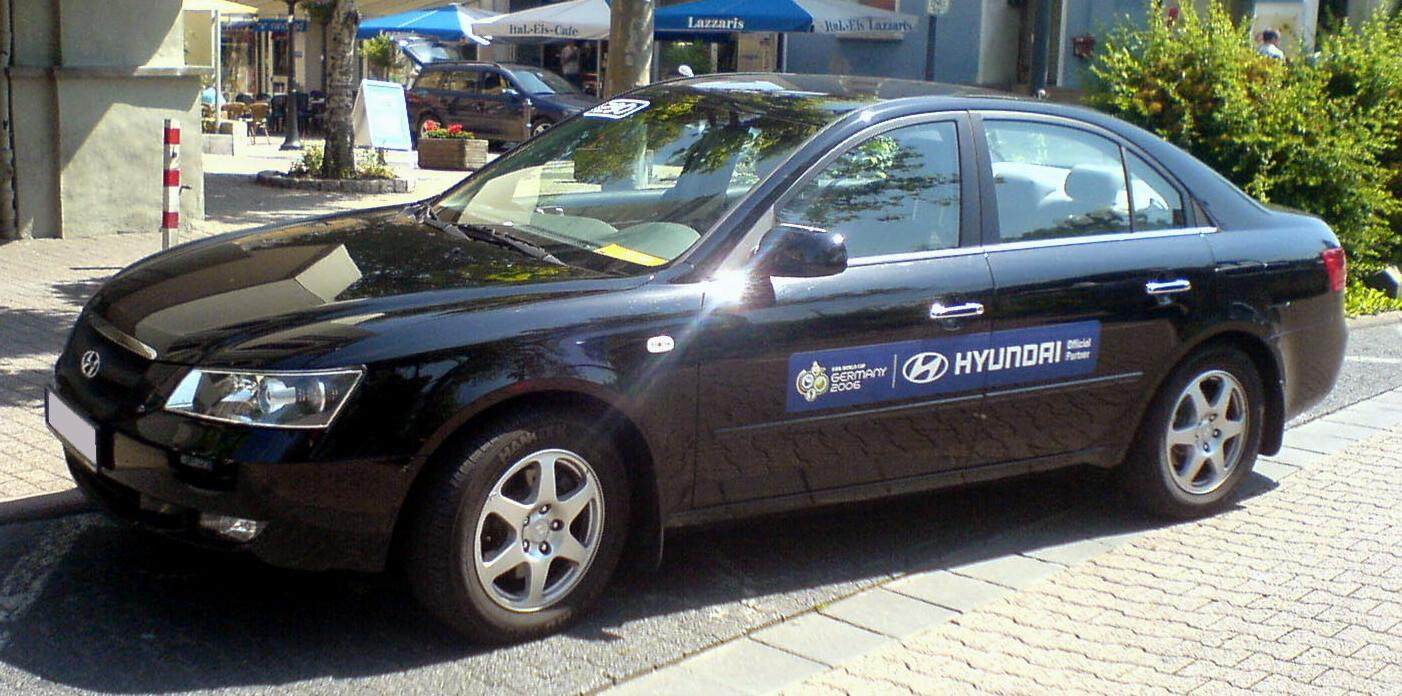
Hyundai Sonata für die Mannschaft Tschechiens
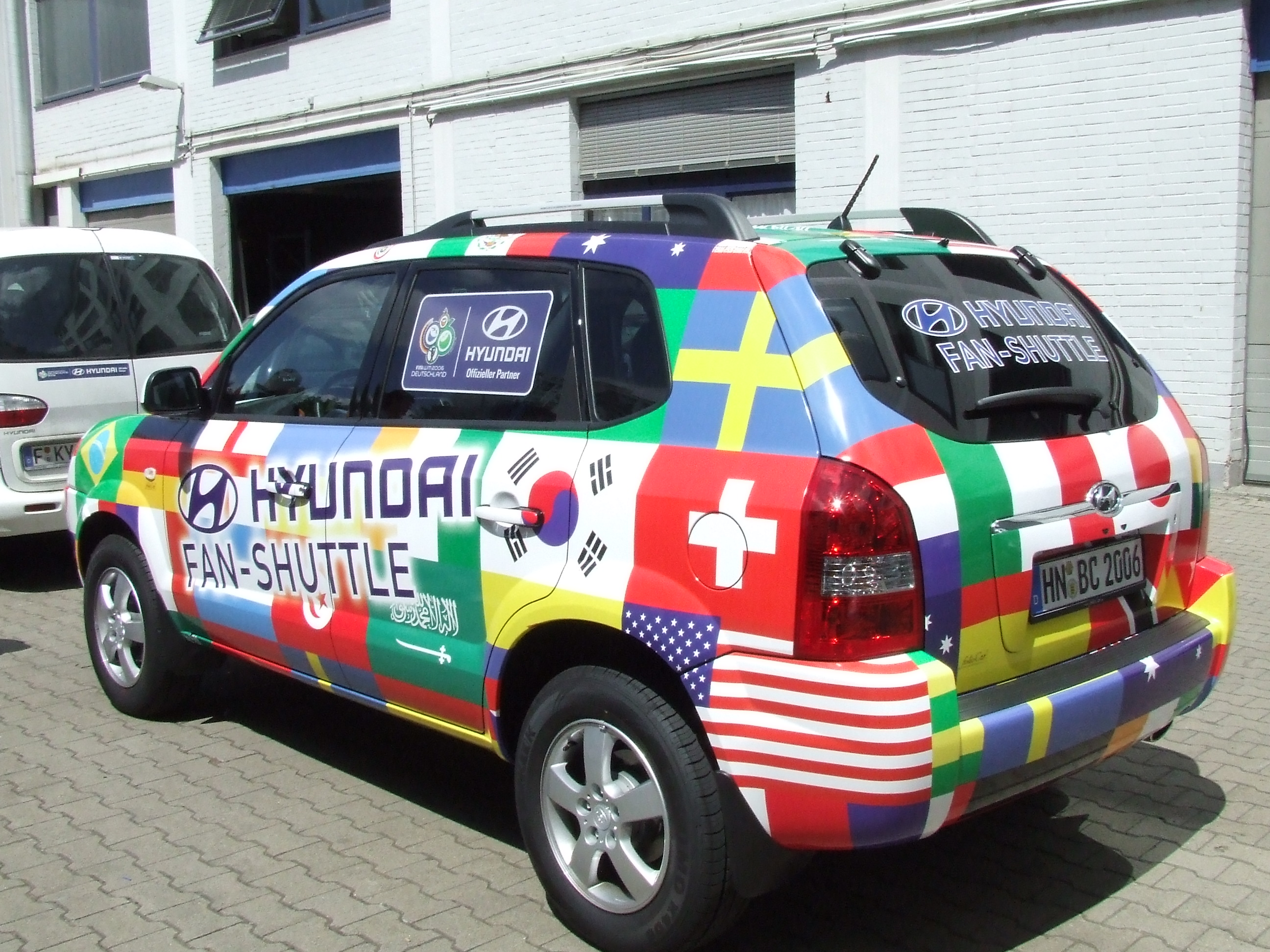
Hyundai Tucson Fan-Shuttle mit den Flaggen aller teilnehmenden Länder
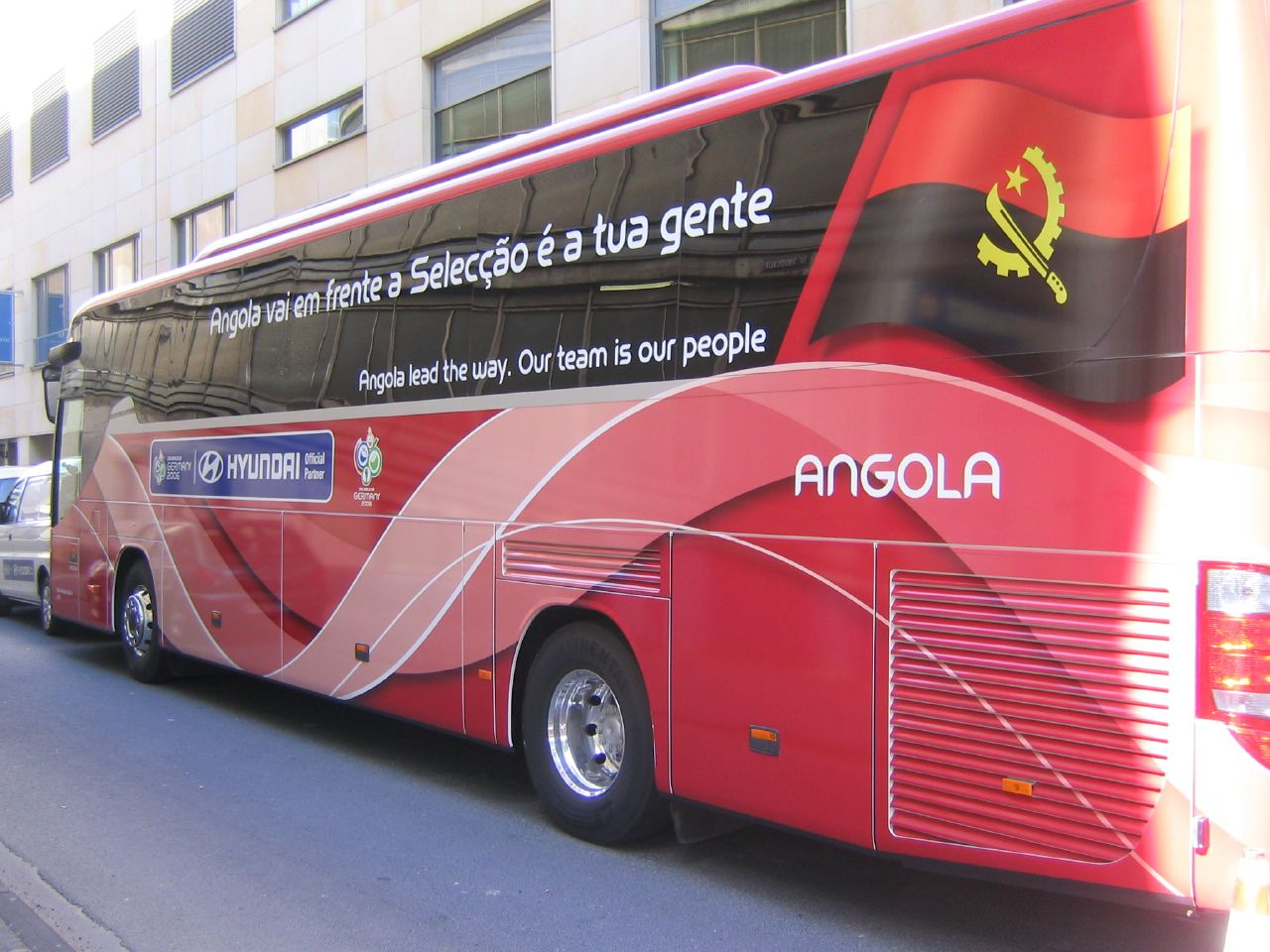
Mannschaftsbus Angola
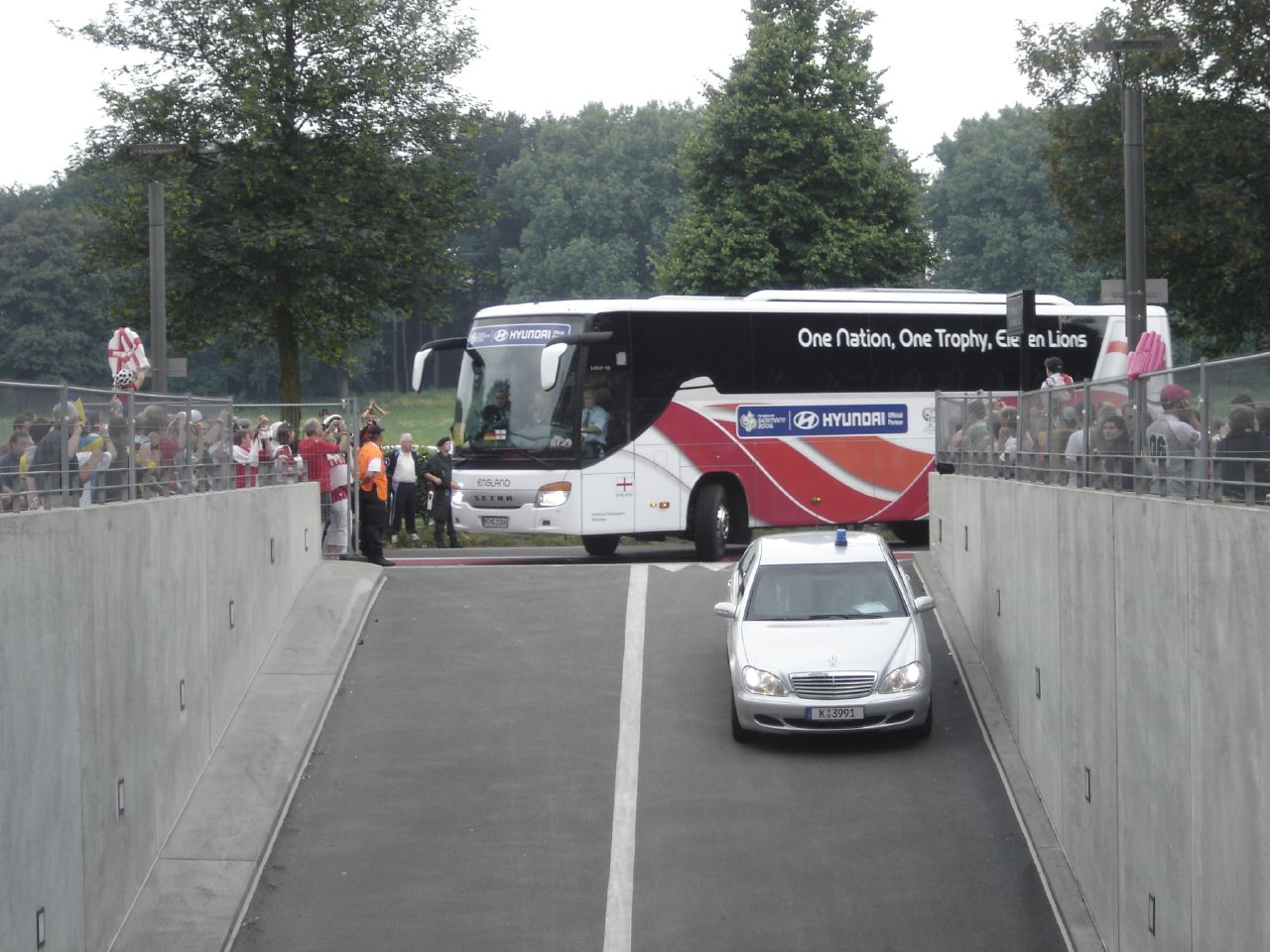
Mannschaftsbus England
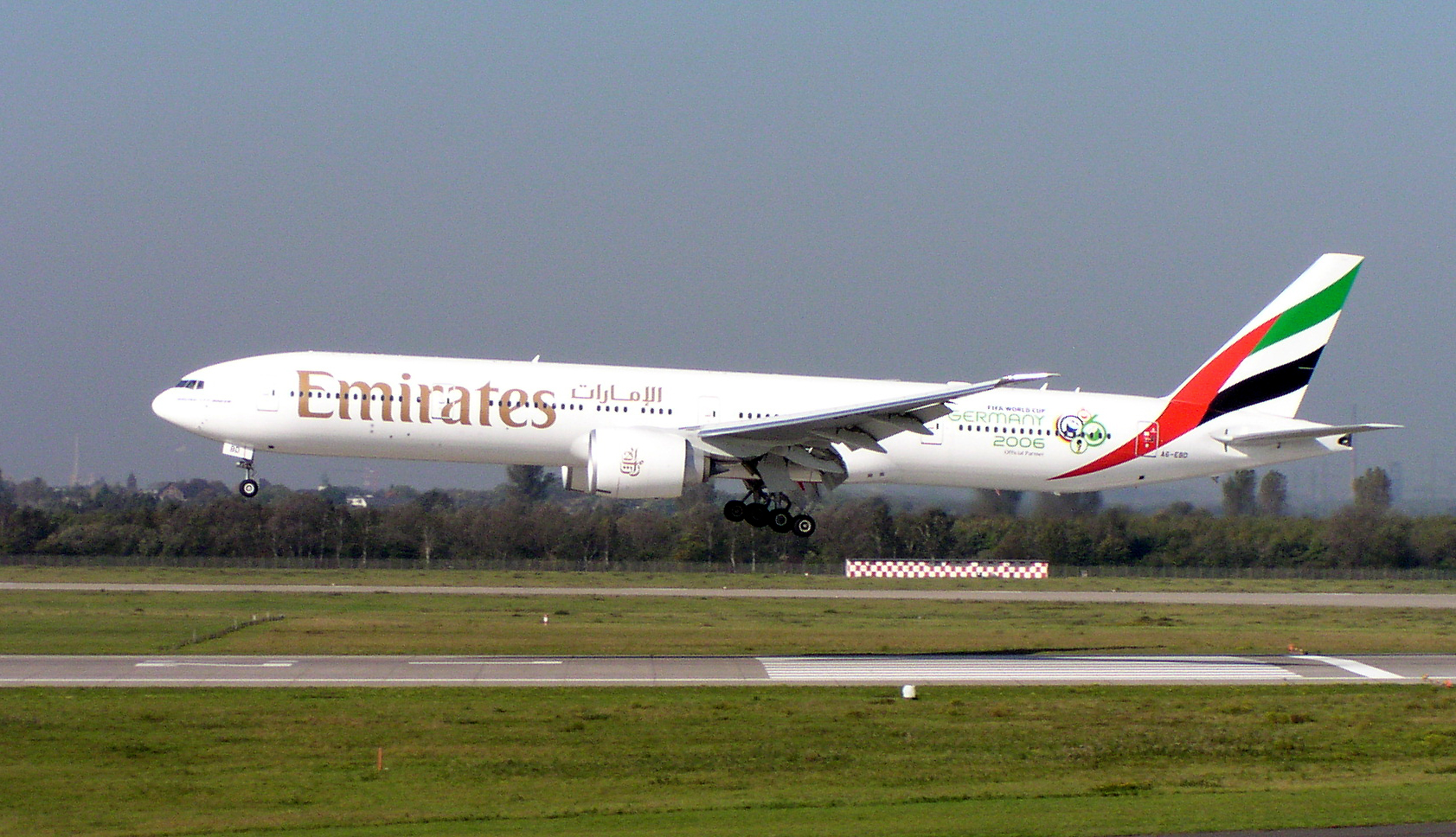
Boeing 777-300 von Emirates mit WM-Schriftzug
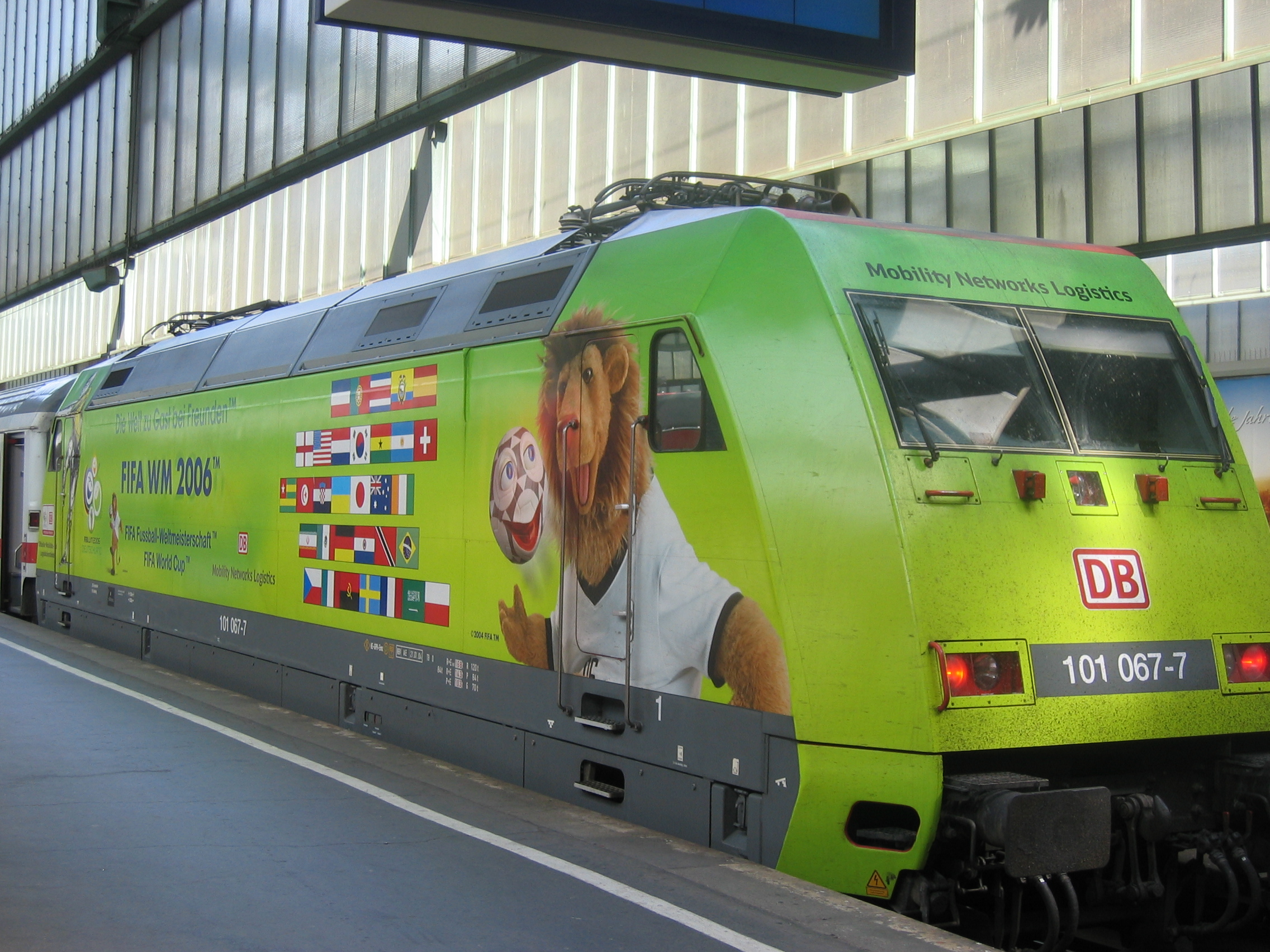
DB-Lok 101 mit WM-Sonderlackierung

### 2010

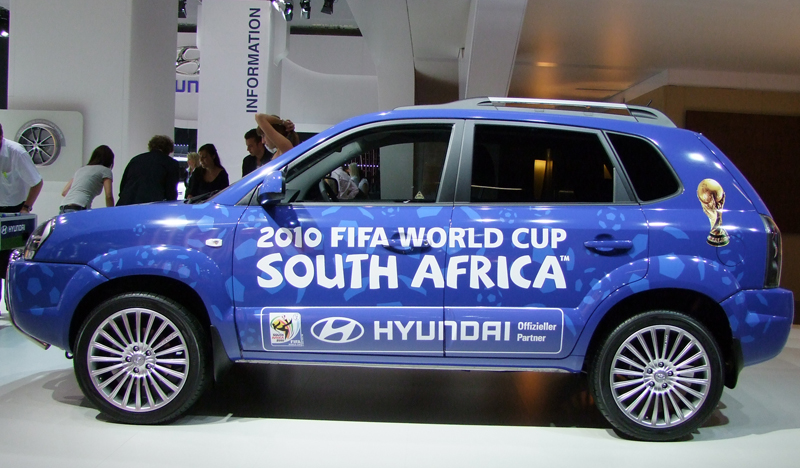
Hyundai Tucson auf der IAA 2009

Zur WM 2010 wurde eine dritte Sponsoren-Kategorie eingeführt:
Ständige „Partner“: Adidas, Coca-Cola, Emirates, Hyundai/Kia, Sony und Visa.
Internationale „WM-Sponsoren“: Budweiser, Castrol, Continental, McDonald’s, MTN, Mahindra Satyam, Seara und Yingli.
„Nationale Förderer“: BP, First National Bank, Neo Africa, Prasa und Telkom.
Bei den Spielen der deutschen Mannschaft wurde neben der Biermarke Budweiser auch die deutsche Marke Hasseröder desselben Konzerns beworben.

### 2014
Ständige „Partner“ (wie schon 2010): Adidas, Coca-Cola, Emirates, Hyundai/Kia, Sony und Visa.
Internationale „WM-Sponsoren“: Anheuser-Busch InBev (Bandenwerbung mit Budweiser und Hasseröder), Castrol, Continental, Johnson & Johnson, McDonald’s, Moy Park, Oi und Yingli.
„Nationale Förderer“: Apex Brasil, Centauro, Garoto, Itaú, Liberty Seguros und Wise Up.

### 2018
Quelle: FIFA-Richtlinien für die Nutzung offizieller FIFA-Marken, April 2018 (Version 2)
FIFA-Partner: Adidas, Coca-Cola, Gazprom, Hyundai/Kia, Qatar Airways, Wanda Group und Visa.
Sponsoren der Weltmeisterschaft: Anheuser-Busch InBev (Bandenwerbung mit Budweiser), Hisense, McDonald’s, Mengniu Dairy, Vivo.
Regionale Förderer: Alfa Group, Alrosa, Rossijskije schelesnyje dorogi (RZD), Rostelekom und Yedea Holdings.

### 2022
Quelle: FIFA-Richtlinien für geistiges Eigentum, Stand Juni 2022 (Version 6)
FIFA-Partner: Adidas, Coca Cola, Wanda Group, Hyundai/Kia, Qatar Airways, Qatar Energy und Visa.
Sponsoren der Weltmeisterschaft: Budweiser, Byju's, crypto.com, Hisense, McDonald’s, Mengniu Dairy und Vivo.
Regionale Förderer:
- Region Europa: Algorand
- Region Nord- und Zentralamerika: Algorand, Frito-Lay und The Look Company.
- Region Südamerika: Claro, Nubank, UPL OpenAg
- Region Afrika und Mittlerer Osten: GWC, ooredoo, QNB

## Weltmeisterschaften der Frauen

### 2011
WM-Partner:

Adidas, Coca-Cola, Emirates, Hyundai Kia Motors, Sony, Visa
Nationale Förderer:

Deutsche Telekom, Commerzbank, Allianz SE, Rewe Group, Deutsche Post AG, Deutsche Bahn
Dies sind dieselben Sponsoren wie bei der U20-Frauen-WM von 2010.

### 2015
Quelle: FIFA Women’s World Cup Canada 2015 - FIFA Public Guidelines for use of FIFA’s Official Marks
FIFA-Partner:

Adidas, Coca Cola, Gazprom, Hyundai/Kia, Visa
Nationale Förderer:

Bell Canada, Labatt, Trend Micro

### 2019
Quelle: FIFA Women's World Cup France 2019 - Public Guidelines on FIFA's Official Marks and prevention of unauthorized association with the Event, Mai 2019, Version 3
FIFA-Partner:

Adidas, Coca Cola, Wanda Group, Hyundai/Kia, Qatar Airways, Visa
Nationale Förderer:

Arkema, Crédit Agricole, Électricité de France, Orange, A á Z Emplois (Proman), SNCF

### 2023
Quelle: FIFA Women's World Cup Australia New Zealand 2023 - FIFA Intellectual Property Guidelines
FIFA-Partner:

Adidas, Coca Cola, Hyundai/Kia, Qatar Airways, Visa, Wanda Group, Xero
FIFA-Frauen-WM-Partner:

Algorand, Anheuser-Busch InBev, Booking.com, Globant, McDonald’s, Mengniu Dairy, Unilever
Partner aus Asien und Ozeanien:

Bellamy's Organic, Cisco Systems, Commonwealth Bank of Australia, Jacob’s Creek, Optus, TAB New Zealand, Toll Global Express, Yadea
Partner aus Europa:

Hublot
Partner aus Nordamerika:

Bank of Montreal, Frito-Lay, Geico
Partner aus Südamerika:

Claro, Estrela Bet, Inter Rapidísimo, Itaú Unibanco